# Tinodes anakkunci
Tinodes anakkunci är en nattsländeart som beskrevs av Malicky 1995. Tinodes anakkunci ingår i släktet Tinodes och familjen tunnelnattsländor. Inga underarter finns listade i Catalogue of Life.